# Azud de Riolobos
El Azud de Riolobos es una obra de ingeniería hidroeléctrica ubicada en los términos municipales de El Campo de Peñaranda y Villar de Gallimazo, provincia de Salamanca, comunidad autónoma de Castilla y León, España.